# Petrit Vasili
Petrit Vasili (ur. 4 czerwca 1958 w Tiranie) – albański polityk, przewodniczący Socjalistycznego Ruchu Integracji w 2017 roku, deputowany do Zgromadzenia Albanii z ramienia tej partii. Pełnił funkcje ministra zdrowia (2009-2012) oraz ministra sprawiedliwości (2017).

## Życiorys
W wyniku wyborach parlamentarnych z 2013 roku uzyskał mandat do Zgromadzenia Albanii, gdzie reprezentował Socjalistyczny Ruch Integracji; mandat ten sprawował od 30 września 2013 do 23 kwietnia 2017 roku.
Od 16 września 2009 do 27 czerwca 2012 roku był ministrem zdrowia. Kolejną funkcję ministerialną pełnił jako szef Ministerstwa Sprawiedliwości od 3 lutego do 22 maja 2017 roku.
5 maja 2017 roku zastąpił Ilira Metę na stanowisku przewodniczącego Socjalistycznego Ruchu Integracji. Funkcję tę sprawował do 5 lipca, kiedy to złożył rezygnację; jego następczynią została Monika Kryemadhi.
Deklaruje znajomość języka angielskiego.